# Antupoli (stacja metra)
Antupoli (gr: Ανθούπολη) – stacja metra ateńskiego na linii 2 (czerwonej). Została otwarta 6 kwietnia 2013. Znajduje się na terenie miasta Peristeri i jest północną stacją końcową linii.